# Dan mirne reintegracije hrvatskog Podunavlja
Dan mirne reintegracije hrvatskoga Podunavlja spomendan je u Republici Hrvatskoj kojim se obilježava sjećanje na dan dovršetka procesa povratka okupiranih područja istočne Slavonije, Baranje i zapadnog Srijema u ustavno-pravni poredak Republike Hrvatske. Spomendan je ustanovljen 2019. godine i obilježava se 15. siječnja, zajedno sa Danom međunarodnog priznanja Republike Hrvatske.

## Povijest
Proces povratka okupiranih područja istočne Slavonije, južne Baranje i zapadnog Srijema u ustavno-pravni poredak Republike Hrvatske, za čije je provođenje Vijeće sigurnosti UN-a ustanovilo posebnu Prijelaznu upravu UN-a u istočnoj Slavoniji, započeo je 15. siječnja 1996., a završio 15. siječnja 1998., kada je hrvatsko Podunavlje vraćeno u sastav Republike Hrvatske.

## Povezano
- Dan međunarodnog priznanja Republike Hrvatske
- Dan sjedinjenja Međimurja s maticom zemljom Hrvatskom
- Dan donošenja Odluke o sjedinjenju Istre, Rijeke, Zadra i otoka s maticom zemljom Hrvatskom
- Vlak mira

## Vanjske poveznice
Mrežna mjesta
- 15. siječnja – Dan međunarodnog priznanja Republike Hrvatske i Dan mirne reintegracije hrvatskog Podunavlja, na stranicama Hrvatskoga sabora